# Guillaume Michiels
Guillaume Michiels (Brugge, 12 december 1909 - aldaar, 27 maart 1997) was een Belgisch romantisch en impressionistisch schilder en volkskundige. Hij werd geboren als de zoon van slager Odilon Michiels en Idalie Hutchinson, van wie de vader Schotse roots had. Michiels was gehuwd met Georgette Naessens die afkomstig was uit Sint-Andries. Ze kregen vijf kinderen. 

## Schilder
Voor zijn artistieke opleiding volgde hij zowel les in Brugge, als in Gent en Brussel. Als dertienjarige ging hij in de Brugse Academie voor Schone Kunsten in de leer bij schilder Flori Van Acker. Hij had verder nog als leraars Emile Rommelaere, Georges De Sloovere en Jules Fonteyne. In 1927 werd hij als primus gehuldigd.
In 1928-29 volgde hij lessen sier- en graveerkunst aan de Gentse academie. Van 1929 tot 1932 volgde hij lessen aan de academie in Brussel waar hij onder meer Alfred Bastien en Jean Delville als leraars had. Vanaf 1932 begon hij zijn werk te exposeren. In 1936 was hij medestichter van de Hedendaagse Kunstkring. In 1944 werd hij leraar schilderen en tekenen aan de Brugse kunstacademie, een opdracht die hij 31 jaar zou vervullen. Zijn schilderwerk bestaat hoofdzakelijk uit portretten (ook zelfportretten), stadsgezichten en stillevens. Hij werd onder de schilders van de Brugse School gerekend.

## Bruggeling
Michiels was actief in het Brugse sociale leven. Hij was lid van de stedelijke commissie voor stedenschoon, van de stedelijke commissie voor graftekens en van de adviescommissie voor de kunstacademie. Hij was een alerte volger van alles wat in de stad omging en kon zijn kritische stem laten horen indien hij het nodig vond.

## Volkskundige
Michiels was een pionier van de volkskunde en dit van in de tijd toen dit nog niet als een volwaardige wetenschappelijke discipline werd erkend en 'folklore' werd geheten.
In 1936 was hij medestichter van de Bond der Westvlaamsche Folkloristen. Deze bond zette zich in voor de oprichting van een museum en Michiels werd er de eerste conservator van, wat hij bleef tot in 1951. Na een eerste tijdelijke tentoonstelling in 1937, vond een permanente collectie onderdak onder de toren van het belfort van Brugge, in de vroegere schermzaal.
In 1973 werd, met actieve medewerking van Michiels, het Brugse Museum voor Volkskunde opgericht, dat onder meer de collectie van de West-Vlaamse bond overnam. Een zaal in het museum aan de Balstraat werd naar hem genoemd.

## Verzamelaar
Michiels werd in de loop van de jaren een van de voornaamste verzamelaars van alles wat Brugge betreft. In 1994 werd zijn rijke verzameling, door een gemengde formule van aankoop en schenking, overgedragen aan de stad Brugge (Stadsarchief en Museum voor Volkskunde). Zijn verzameling, toegespitst op Brugge, bestond vooral uit foto's, gegraveerde kaarten en prenten, briefkaarten, tekeningen, litho's, boeken, brochures en pamfletten, curiosa alsook zeer veel kranten.

## Publicaties
Michiels publiceerde uitgebreid over Brugge, haar iconografie, bewoners en kunstenaars. In het bijzonder te vermelden:
- Historische schets en iconographie van de Steen- en Zuidzandstraat en het Simon Stevinplein, Brugge, 1958.
- Iconografie der stad Brugge in 3 delen, Brugge, 1964-1966-1968.
- Catalogus: Tentoonstelling Brugges onbekende: Oud Sint-Anna in Beeld, Brugge, 1968.
- Catalogus  tentoonstelling Jan-Frans Michiels, eerste fotograaf in Brugge, Brugge, 1972.
- 350 jaar St Godelieveabdij, catalogus, Brugge, 1973.
- Catalogus Retrospectieve tentoonstelling Jules Fonteyne, Brugge, 1973.
- De Brugse Markt 1200-1918, Brussel, 1973.
- Uit de wereld der Brugse mensen, Brugge, 1978.
- Brugge, een stad in lijnen, Brugge, 1984.
- De Brugse School. Brugse schilders uit de 19de en 20ste eeuw, Brugge, 1990.